# Programme d'appui aux droits linguistiques
Le Programme d'appui aux droits linguistiques (PADL) était un organisme canadien sans but lucratif qui « vise à mieux faire connaître les droits linguistiques constitutionnels par le biais de l’éducation publique, à donner accès à un processus alternatif de résolution de conflits et à appuyer des recours judiciaires qui permettront l’avancement et la clarification des droits ».

## Présentation
Le programme a été créé en 2006 pour continuer le volet des droits linguistiques du Programme de contestation judiciaire (PCJ) aboli la même année qui protégeait, outre les droits linguistiques, tous les droits des minorités à l'égalité et les droits de la personne. Mais le PADL s'est vu aboli lui-même en 2017, et sa mission est récupérée par le Programme de contestation judiciaire, restauré en 2019.
Le programme est doté au départ d'un budget de 4,5 millions $ échelonné sur 3 ans, à compter de septembre 2009.
Les droits linguistiques sont ceux relatifs aux deux langues officielles du Canada, le français et l'anglais. Les plus souvent invoqués sont:
- Le droit de communiquer avec les gouvernements et d’en recevoir les services dans les deux langues officielles.
- Le droit d’utiliser l’anglais ou le français devant un tribunal, sous certaines conditions.
- Sous certaines conditions, le droit des citoyens faisant partie de la minorité linguistique d’une province de recevoir un enseignement primaire et secondaire dans leur propre langue.
- Le droit d’être servi en anglais ou en français dans les institutions gouvernementales fédérales, sous certaines conditions[4].

Pour faire respecter ces droits, le PADL encourage des modes alternatifs de résolution de conflit, faisant appel à la négociation et au recours à un médiateur, sans toutefois exclure la voie judiciaire.
Le PADL finance aussi des études sur l’impact que peut avoir, sur les communautés de langue officielle au Canada, un projet de loi ou une décision d’un tribunal. L’étude doit être en lien avec les droits linguistiques constitutionnels.